# AMX-50重型坦克
AMX-50重型戰車是一款冷戰前期由法國AMX公司設計製造的試驗型重型戰車。該坦克採用了FAMH公司設計的搖擺式炮塔，兩種子型號AMX-50 100、AMX-50 120分別安裝了100毫米和120毫米火炮。該坦克最終並未投入量產，研發計劃也在1950年代末期終止。

## 发展史

### AMX M4/AMX-50 100
在法国解放之后，法国人就开始了ARL-44重型戰車的研发，虽然ARL44重型戰車正在研制中，也装备了威力强大的90毫米SA 45戰車炮，但是，ARL44設計上存在缺陷，且設計理念已過時，軍方最後拋棄了ARL-44。1945年，AMX公司推出了一個新的戰車設計141工程。141工程計劃裝備一門性能與納粹德國8.8 cm KwK 43（88mm L/71）戰車炮接近的90毫米施耐德-克勒索火炮（90毫米SA 45）。後來根據此藍圖建成的原型車即（AMX）M4 1945年式戰車（AMX M4 45）。AMX M4 45式戰車的構造佈局與納粹德國的虎II坦克相似，同樣使用了交錯負重輪的設計（不過交錯負重輪並不是一個理想的設計，不僅可靠性差，而且自重也很高），不過炮塔是焊接式的。爲了符合設計方案中重量不能超過30噸的要求，AMX M4 45式戰車不得不縮小尺寸並減少裝甲——全車裝甲最厚處也只有30毫米。AMX M4 45一共製造了2輛原型車，但因爲這輛戰車的防護過於薄弱，軍方拒絕接受該設計方案，並要求AMX重新進行設計。1949年，AMX公司完成了1輛新式重型戰車的原型車。該車的裝甲防護較AMX M4 45有較大提高，炮塔也改爲了重新設計的搖擺炮塔，仍然裝備90毫米SA 45戰車炮。1950年，90毫米主炮被一門100毫米火炮取代，改造後的戰車即AMX-50 100戰車。
設計人員曾基於AMX M4設計出了一款更輕的衍生型（重34噸），即AMX CDC(法語：AMX Chasseur de Char，「Chasseur de Char」意爲驅逐戰車)。該車同樣使用90毫米SA 45戰車炮。但該方案僅停留在藍圖階段。同期，法國亦設計了一款使用AMX M4戰車底盤、重34公噸的驅逐戰車AMX AC 1946年式，但該驅逐戰車最終也並未投入量產。

### AMX-50 100
在AMX M4坦克研发失败之后，法国人开始了AMX 50戰車的研发。第一辆原型车于1949年被制造出来，当时仍安装90毫米SA 45坦克炮。1950年春，第二辆原型车安装了100mmSA 47火炮，并实验了两种不同的炮塔，还和AMX M4坦克一样在车顶安装了一门双联7.5mm赖贝尔机枪。这些原型车在1950-1952年间接受了检测，并和ARL 44重型戰車一起参与了1950年巴士底日的国庆节阅兵。

### AMX-50 120
在1953年，又有一辆安装了120mm主炮的原型车被制造出来，也就是被人们所熟知的AMX-50 120mm坦克。
这种戰車重达63短吨，安装120mm火炮，車身长度7.35公尺，宽达3.4公尺，高达3.35公尺。装甲从80mm到120mm不等。配備两门7.5mm机枪，一门在炮塔顶端，另一门作为同轴机枪。使用了850马力的迈巴赫 HL 295 12VC汽油机。使用了扭力杆懸吊，最大速度達到時速51公里。
同期，法國亦設計了一款使用AMX-50 120坦克底盤、裝備120毫米主炮的驅逐戰車AMX-50 福煦式，但該驅逐戰車最終並未投入量產。

## 生产情况
AMX-50 100和AMX-50 120都未投入量產。至該計劃被放棄，只有5輛AMX-50戰車的樣車完工。

## 扩展阅读
一些AMX-50坦克的图片（页面存档备份，存于）